# Shun’ichi Miyamoto
Shun’ichi Miyamoto (jap. 宮本 駿一, Miyamoto Shun’ichi; * 1. April 1986 in Tokio) ist ein japanischer Sänger und Synchronsprecher (Seiyū).
Besonders populär wurden seine Songs Byakuya und Michishirube zum Anime D.N. Angel.
Als Seiyū synchronisierte er die Figur Shani Andras in der Anime-Fernsehserie Gundam Seed (2002 bis 2003) und übernahm eine Nebenrolle in einer Folge der Anime-Serie D·N·Angel (2003). Für diese Serie sang er auch das Eröffnungslied Byakuya ~True Light~, das 2003 als Single erschien, sowie die Lieder Caged Bird und Michishirube, die in seinem Debüt-Album Anges (franz. für Engel) enthalten sind.

## Diskographie

### Singles
- Byakuya ~True Light~ (2003)
- Saigo no Kiss (2004)
- Eien (2005)

### Alben
- Anges (Mini-Album, 2003)
- For someone needs Love (2005)
- Talkin' Piano (Mini-Album, 2006)
- Piano'n Piano (2007)